# Список умерших в 1199 году

Минамото-но Ёритомо

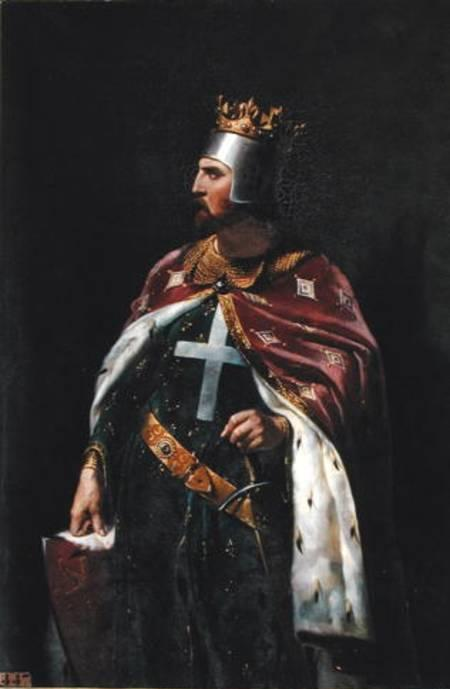
Ричард I Львиное Сердце

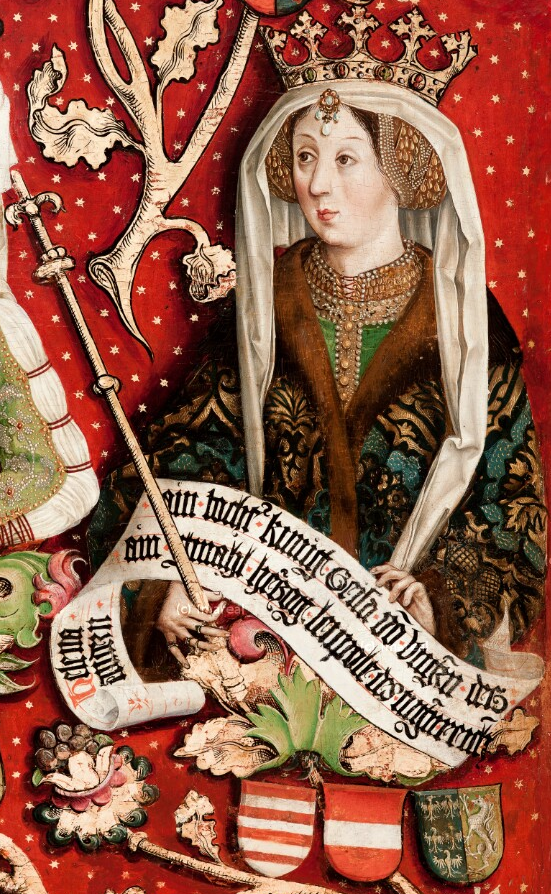
Елена Венгерская

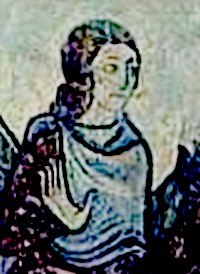
Иоанна Английская

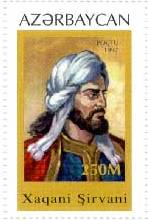
Хагани Ширвани

В этой статье представлен список известных людей, умерших в 1199 году.
См. также: Категория:Умершие в 1199 году

## Январь
- 23 января — Якуб аль-Мансур — эмир государства Альмохадов (1184—1199).

## Февраль
- 9 февраля — Минамото-но Ёритомо — основатель сёгуната Камакура и первый его правитель (1192—1199).
- 13 февраля — Стефан Неманя, сербский великий жупан Рашки, основатель династии Неманичей.

## Апрель
- 5 апреля — Асикага Ёсикане[англ.] — японский самурай и военачальник, глава клана Асикага, обеспечивший своему роду высокий статус
- 6 апреля
  - Пьер Базиль — французский рыцарь, убивший из арбалета английского короля Ричарда I Львиное Сердце во время осады замка Шалю во Франции, казнён англичанами.
  - Ричард I Львиное Сердце (41) — Король Англии (1189—1199), граф де Пуатье (1169—1186), герцог Нормандии (1189—1199), граф Анжуйский и Мэнский (1189—1199), герцог Аквитании (1189—1199), убит во время осады замка Шалю во Франции

## Май
- 20 мая — Пьетро Паренцо[англ.] — наместник папы римского в Орвието, святой римско-католической церкви.
- 25 мая — Илона Венгерская — графиня-консорт Австрии (1177—1194), жена Леопольда V Добродетельного

## Август
- 24 августа — Мартирий Рушанин — архиепископ Новгородский (1193—1199), основатель Спасо-Преображенского монастыря в Русе.

## Сентябрь
- 4 сентября — Иоанна Английская — королева-консорт Сицилии (1177—1189), как жена Вильгельма II Доброго, графиня-консорт Тулузы (1196—1199), как жена Раймунда VI, умерла при родах.

## Октябрь
- 9 октября — Бобо[англ.] — кардинал-дьякон Сан-Теодоро (1993—1999)

## Ноябрь
- 7 ноября — Михаил Сириец — патриарх Сирийской православной церкви (1166—1199), автор самой подробной средневековой хроники, написанной на сирийском.
- 25 ноября — Альбрехт III Богатый — граф Габсбург (1167—1199)

## Декабрь
- 18 декабря — Энгельберт фон Брабант[нем.]	— епископ Оломоуца (1194—1999)
- 25 декабря — Илона Венгерская — венгерская принцесса, герцогиня Австрии (1177—1194) и Штирии (1192—1194)

## Дата неизвестна или требует уточнения
- Адемар V — виконт Лиможа (1148—1199)
- Азалаис Тулузская[англ.] — виконтесса-консорт Каркассона, Альби и Безье, жена Роже II Тренкавеля, героиня стихов трубадуров
- Алексей Комнин[англ.] — Сын византийского императора Андроника I Комнина, возможный родоначальник Андрониковых
- Бенедикта Эббесдоттер — королева-консорт Швеции, жена Сверкера Карлссона (1190—1199). По другим источникам, умерла в 1200 году.
- Бонифачо I — епископ Савоны (1192—1199)
- Владимир Ярославич — князь галицкий (1187—1188, 1189—1199), последний представитель Ростиславичей на галицком престоле.
- Джоселин[англ.] — епископ Глазго (1174/5 — 1199)
- Динай[англ.] — султан Мальдивских островов (1193—1199)
- Изабелла де Сэй[англ.] — англо-нормандская аристократка, жена Уильяма Фиц-Алана
- Манассе IV — граф Ретеля (1171—1199)
- Маттео[англ.] — архиепископ Капуи (1183—1199)
- Мэтью[англ.] — епископ Абердина (1172—1199)
- Нэджэмаддин Ахмед[англ.] — суфийский святой
- Раймунд IV — граф Триполи (1187—1189), регент Антиохийского княжества (1193—1194)
- Спытигнев[нем.] — князь брненский (1189—1193, 1194—1198).
- Фридрих I, граф Берг-Альтена.
- Хагани Ширвани — персидский (азербайджанский) поэт.
- Хью де Роксбург[англ.] — лорд-канцлер Шотландии (1188—1199), епископ Глазго (1199)
- Ярослав Мстиславич Красный — князь Переяславль-Залесский (1176—1187), Новгородский (1176), Волоколамский (1177—1178), Переяславский (1187—1199),